# Qui tacet (ubi loqui debuit ac potuit) consentire videtur
Qui tacet (ubi loqui debuit ac potuit) consentire videtur (slovensko Kdor molči (ko bi moral in mogel govoriti), se zdi, da pritrjuje) je rek, ki je posledica določil o molku iz rimskega prava, ki ga je strnila občepravna doktrina.
Stranka je morala izraziti svojo voljo izrecno ali molče, če je šlo za brezoblične pravne posle. Problem nastane, ko ena stranka nekaj izjavi, druga pa molči. Po tem reku molčeča stranka nosi enake posledice, kot bi jih nosila, če bi se z izjavo izrecno strinjala.